# Girlyn Miguel
Girlyn Miguel (née en 1948) est une femme politique vincentaise, vice-première ministre de son pays, Saint-Vincent-et-les-Grenadines, de 2010 à 2015.

## Biographie
Elle est membre du Parti travailliste uni (PTU).